# Jordi Sedano Delgado
Jordi Sedano Delgado (Alcoi, 1957) és un polític valencià. Llicenciat en sociologia, ha treballat com a administratiu en una entitat bancària. Proper ideològicament a la UCD, no entrà en política fins al 1999, mercè la seva amistat amb l'anterior alcalde, Miguel Ignacio Peralta Viñes. S'afilià al Partit Popular, i amb aquest partit fou escollit alcalde d'Alcoi a les eleccions municipals de 2003 i 2007. Cap de l'oposició 2011-2012. Deixà el Partit Popular el 10 de setembre de 2012.